# 阿什拉斐叶区

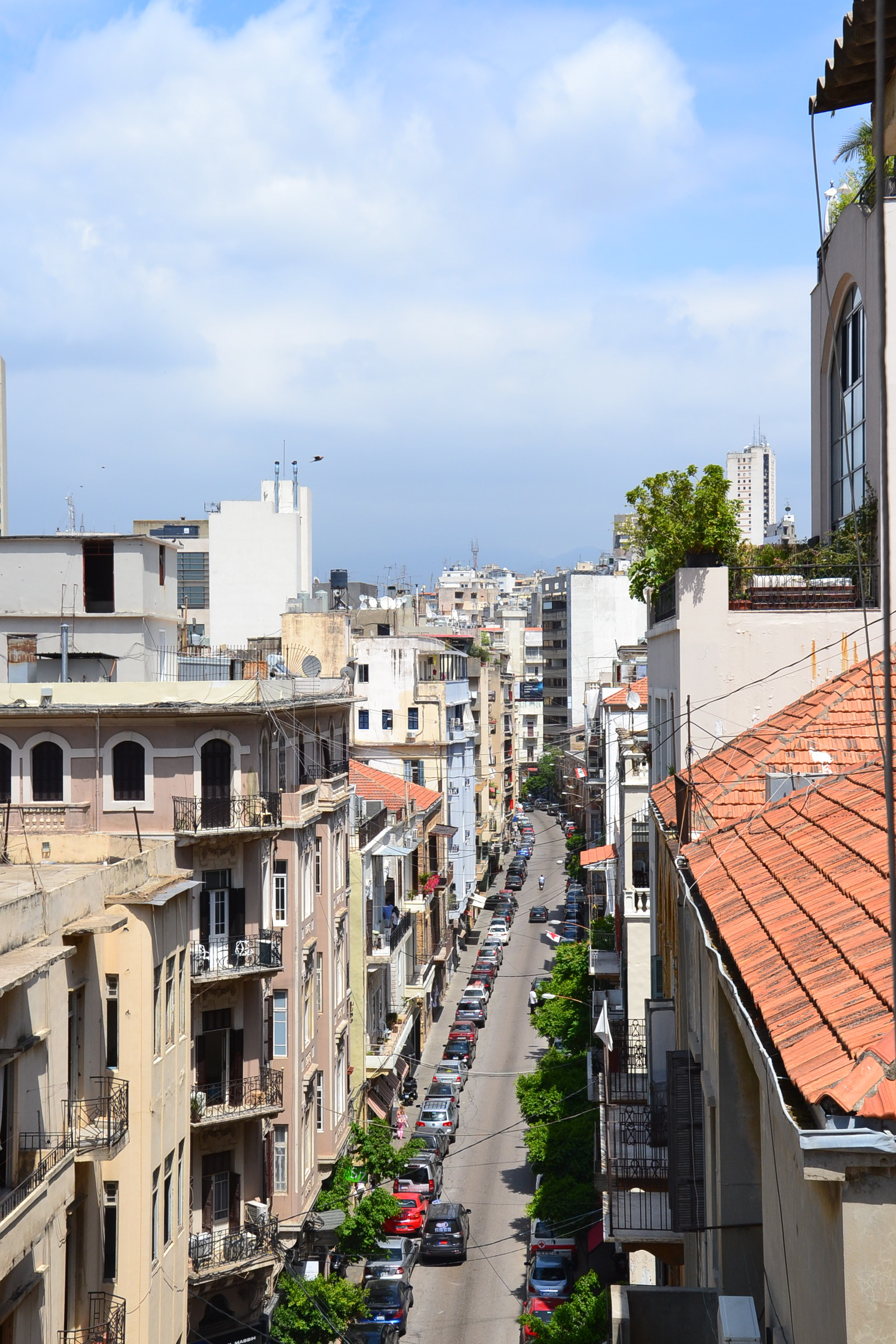
吉玛扎区的Rue Gouraud

阿什拉斐叶区（阿拉伯语：‎）是黎巴嫩贝鲁特最古老的区划之一。主要为希腊东正教基督徒的贝鲁特家庭的聚居地。

## 概况

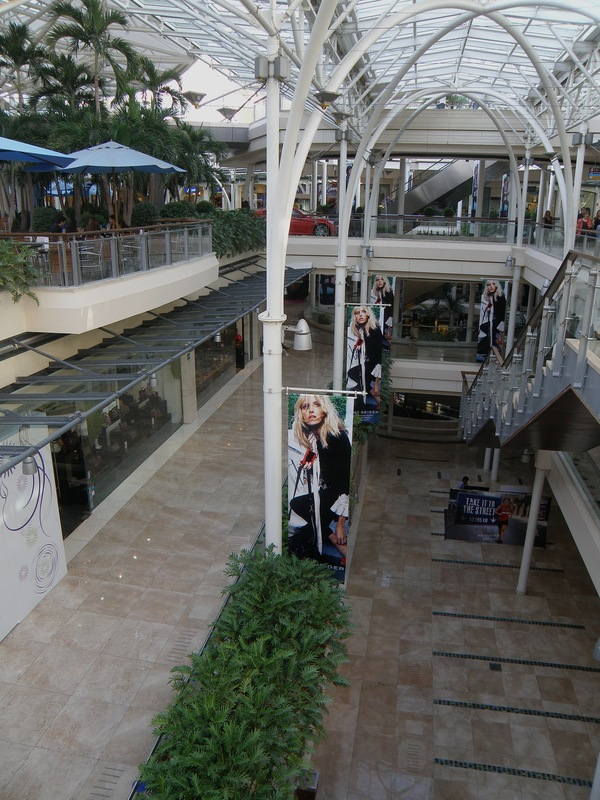
阿什拉斐叶区的ABC商城

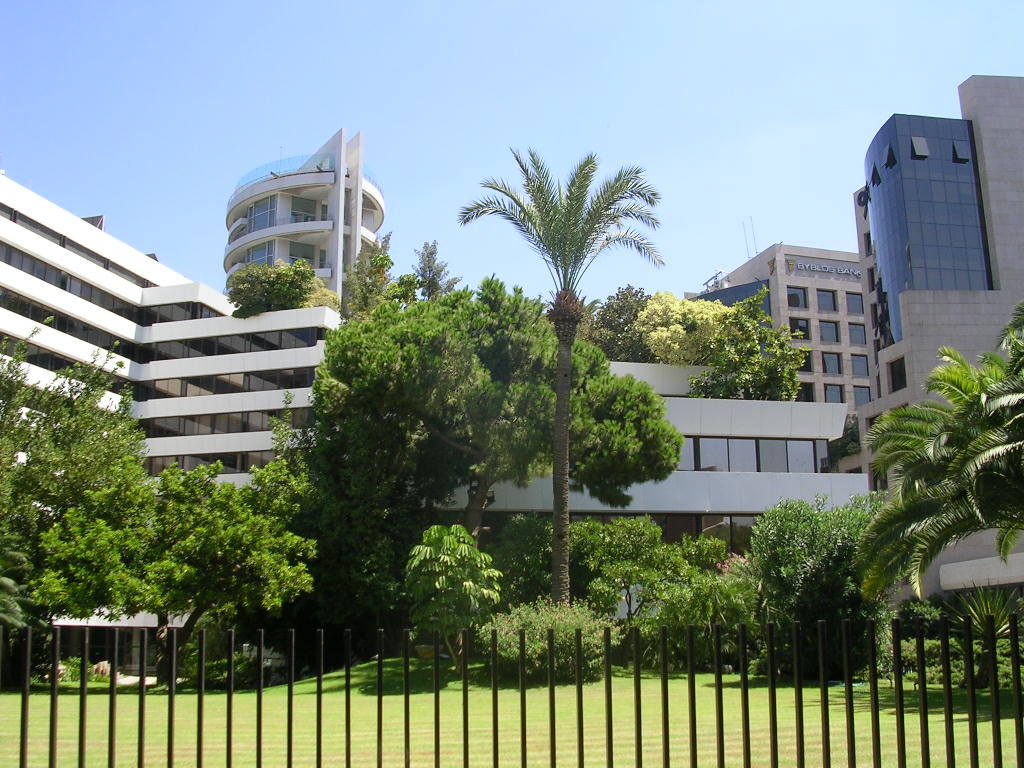
阿什拉斐叶区的当代建筑

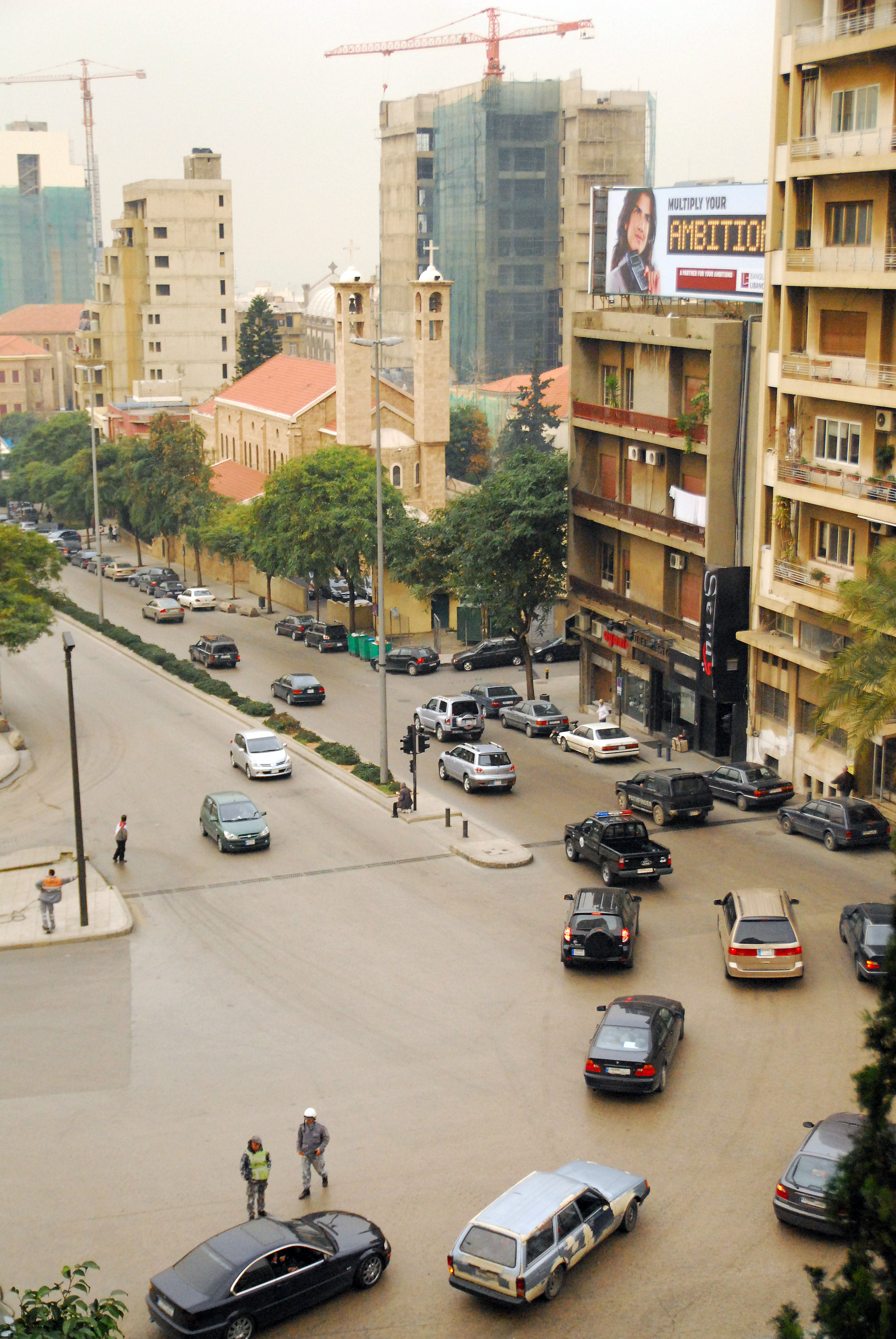
阿什拉斐叶的圣徒马龙大教堂

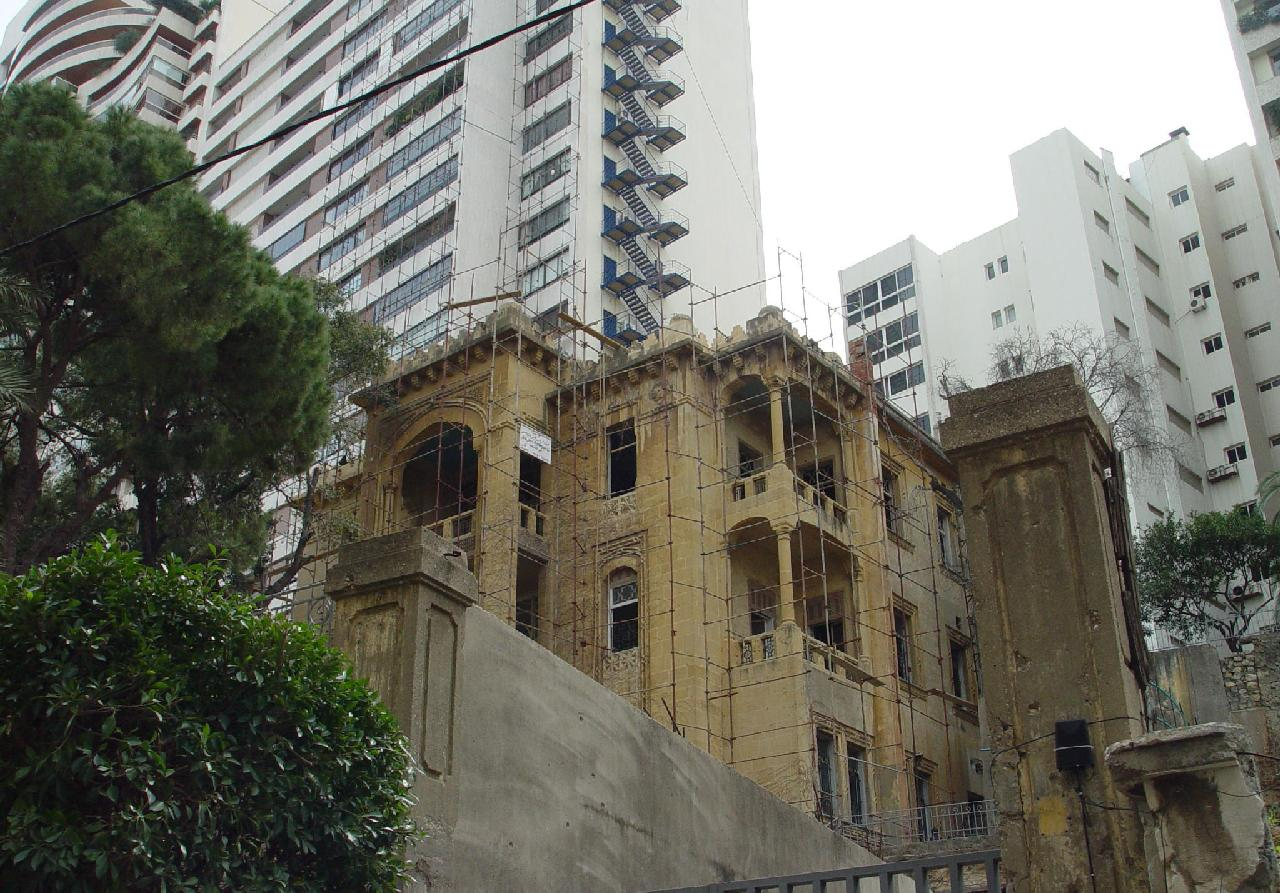
阿什拉斐叶区的新旧对比

阿什拉斐叶位于贝鲁特东部边缘。是一个有着狭窄蜿蜒的街道，咖啡厅和着名的大型公寓和办公大楼的居住区。是投资和旅游的黄金地段。
1930年代以前，阿什拉斐叶主要由几个希腊东正教基督徒家庭拥有和耕种的农田组成。当时受法国管辖的黎巴嫩政府把阿什拉斐叶的土地区域划分起来，并修建了道路和高速公路，迫使这些家庭最终卖掉大片土地。
阿什拉斐叶以其七个社会和经济上突出的希腊东正教基督徒家族而闻名，这些家族在十九世纪末形成了阿什拉斐叶的上流社会。 事实上，阿什拉斐叶有众多的家族都声称自己才是这七大家族之一。
阿什拉斐叶区被分成无数的小街区。其中最出名的街区包括：作为黎巴嫩首都政治，社会，商业层面都最重要的萨辛广场；圣尼古拉区（该区有众多重要的建筑物，包括瑟索克宫，瑟索克博物馆，索菲尔中心以及象牙屋）；塔巴力斯区/阿卜杜勒·瓦哈布区（重要建筑物有塔巴力斯812号，阿什拉斐叶塔，雅尔德建筑，大都会等）。
在黎巴嫩内战时期，炸弹及火箭弹近乎摧毁了阿什拉斐叶区的所有建筑古迹。战争与交火虽然已经结束，但是对历史建筑的破坏却并未终止。每天拆迁队都拆毁旧房屋，推翻百年老花园。 高高的混凝土塔楼取代了房屋，遮蔽了阿什拉斐叶仅剩的几个历史街区。 
陆陆续续地在新的建筑物下面发现各种遗迹，然而开发商却视而不见。 遗产保护运动人士正在尽全力保留仍然矗立在阿什拉斐叶区的仅剩的几座“黎巴嫩式房屋”。 但是他们的努力在很大程度上是徒劳的，因为没有法律来保护老房屋，当地政治家也把指定保护相关条例置之脑后。
在1975年开始的黎巴嫩内战期间，阿什拉斐叶区成为了基督徒的主要战略基地。大量的黎巴嫩民兵武装在巴希尔·杰马耶勒的领导下，在这里驻守。
2016，阿什拉斐叶的索迪克区建成了黎巴嫩的最高建筑，总高200米（660英尺）的贝鲁特天空塔。

## 教育
小学与中学
- Grand Lycée Franco-Libanais[1]
- 智慧学院
- 大贝鲁特福音学校[2]

大学与学院：
- 黎巴嫩美国科学技术大学

## 阿什拉斐叶区相关名人
- 迈克尔·乔治斯·萨辛，杰出的黎巴嫩政治家，担任贝鲁特议员长达24年。
- 乔·科迪，作家，演员和导演
- 南希·阿吉莱姆，女歌手
- 萨米尔·阿萨夫，汇丰银行全球银行市场行政总裁